# Falls Lake Provincial Park
Falls Lake Provincial Park är en park i Kanada.   Den ligger i provinsen Nova Scotia, i den sydöstra delen av landet, 900 km öster om huvudstaden Ottawa. Falls Lake Provincial Park ligger 116 meter över havet. Den ligger vid sjöarna  Falls Lake Mockingigh Lake och Murphy Lake.
Terrängen runt Falls Lake Provincial Park är huvudsakligen platt, men norrut är den kuperad. Falls Lake Provincial Park ligger nere i en dal. Runt Falls Lake Provincial Park är det ganska glesbefolkat, med 31 invånare per kvadratkilometer.. Närmaste större samhälle är Windsor, 17,7 km nordost om Falls Lake Provincial Park. 
I omgivningarna runt Falls Lake Provincial Park växer i huvudsak blandskog.